# Iansán

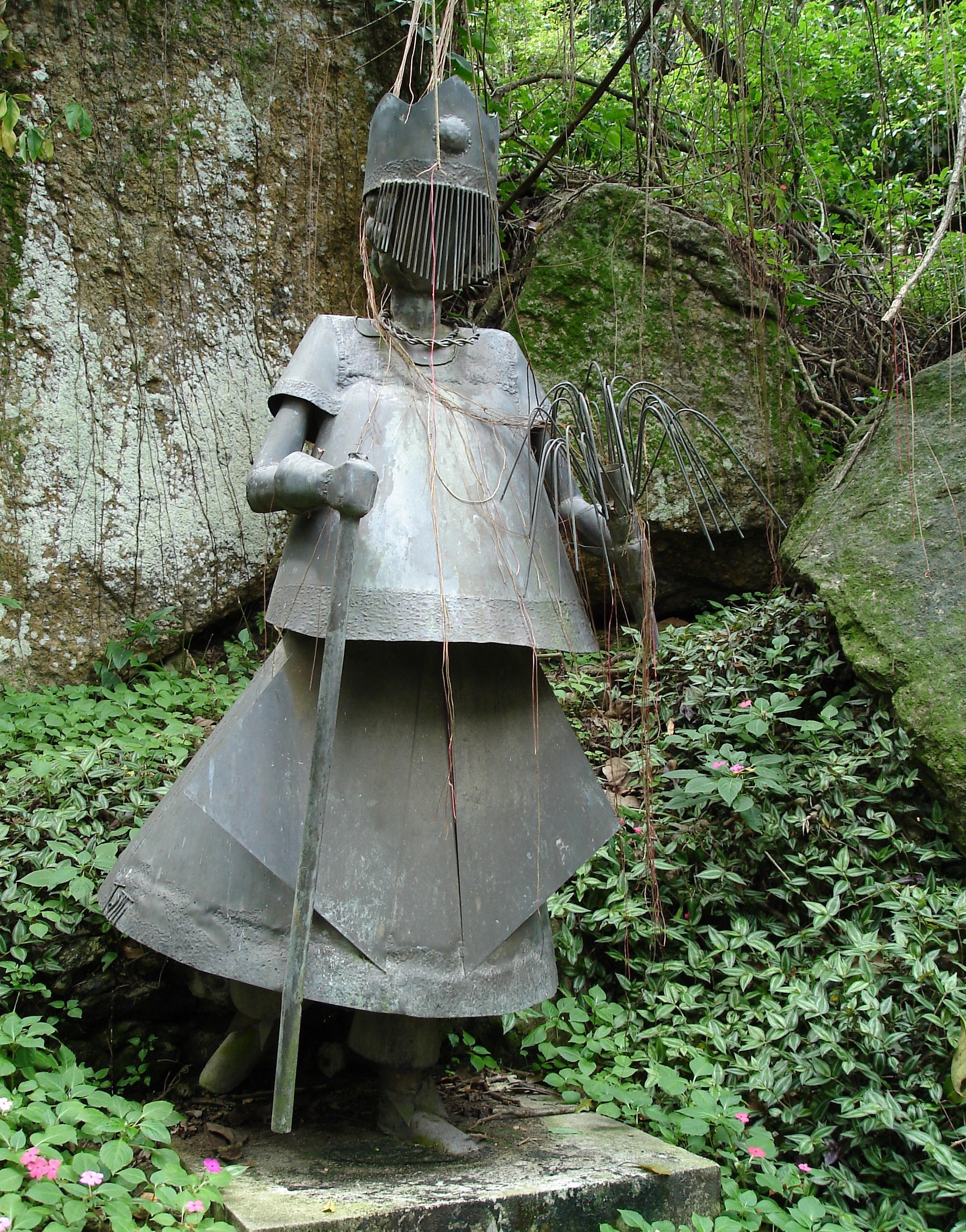
Iansã.

Iansán, Iansã u Oyá es una Orisha u Orixá femenina de las religiones afro-brasileña y afro-cubanas. Es el Orixá de los vientos, huracanes y tempestades. En alguno de sus caminos es dueña la entrada de los cementerios, y tiene dominio sobre los Egunes (espíritus de los muertos). Además de su relación con el cementerio, Iansã favorece la fertilidad, contribuyendo con las tempestades a la fertilidad del suelo.

## Santería Cubana
Según la Santería, ella fue una de las esposas de Xangó. y de Oggum
En la religión afro-caribeña de la Santería, es sincretizada con la Virgen de la Candelaria y con Santa Teresa de Jesús, posee los nueve colores del arcoíris (uno por cada uno de sus hijos).En la Santería, es llamada Oiá

## En el Candomblé
En el Candomblé se cree que fue la primera esposa de Xangó, madre de nueve hijos y creadora del culto a Egum.Sincretiza con la virgen de Candelaria y Santa Teresa de Jesús y es junto con Xapaná la dueña del cementerio y sus almas.Su color es el carmelita.

## En la Umbanda
En Ley de Umbanda podemos encontrar a las entidades denominadas "Oya" e "Iansa" las cuales son mensajeras en Umbanda de la orixa Oiá. Entre sus labores se encuentra el de unir parejas, limpiar personas, casas, alejar malos espíritus, entre algunas de sus más destacadas características

## En el Africanismo
Oyá (Iansá) es protectora del hogar, alejando todo espíritu obsesor de él.Es dueña y señora de los vientos, las tempestades y las lluvias, y en algunos caminos, de la puerta del cementerio.Sus colores son rojo y blanco y sus ferramentas son: Eruexim (hecha con cola de búfalo para alejar a los egums) , espada, látigo, cuerno de búfalo, corona, etc.
Sincretiza con Santa Bárbara y sus colores son rojo y blanco. Sus flores son rojas , y en algunos casos se le deja flores rojas y blancas.Es la primera orixá mujer en incorporarse en el Batuque, poseyendo un carácter propio de una guerrera y a la vez, alegre.